# Rubus pseudincisor
Rubus pseudincisor är en rosväxtart som beskrevs av Heinrich E. Weber. Rubus pseudincisor ingår i släktet rubusar, och familjen rosväxter. Inga underarter finns listade i Catalogue of Life.